# إسماعيل عزاوي
إسماعيل عزاوي (6 يناير 1998 ببروكسل في بلجيكا - ) هو لاعب كرة قدم بلجيكي في مركز الهجوم. شارك مع منتخب بلجيكا تحت 17 سنة لكرة القدم. أما مع النوادي، فقد لعب مع توتنهام هوتسبير ونادي فولفسبورغ.

## روابط خارجية
- إسماعيل عزاوي على موقع الاتحاد البلجيكي (الإنجليزية)
- إسماعيل عزاوي على موقع قاعدة بيانات كرة القدم.إي يو (الإنجليزية)
- إسماعيل عزاوي على موقع Soccerway.com (الإنجليزية)
- إسماعيل عزاوي على موقع عالم كرة القدم.نت (الإنجليزية)
- إسماعيل عزاوي على موقع AS.com (الإسبانية)